# 휴엠앤씨
휴엠앤씨(HuM&C Co. Ltd.)는 휴온스그룹의 화장품 부자재 및 의료용 유리용기 기업이다. 본사는 인천광역시 서구 원적로7번길 29에 위치해 있다. 대표이사 김준철이다. 2022년 휴온스블러썸에서 현재의 사명으로 변경하였다. 2024년  유일산업의 퍼프와 스펀지 등 화장품 부자재 사업과 관련 자산 일체를 양수하였다

## 참고 문헌
1. ↑  휴엠앤씨, 의료용기 베트남 생산공장 착공, 청년의사, 2024.04.04
2. ↑  현정인, 휴엠앤씨, 2023년 매출 484억원...전년比 36% ↑, 히트뉴스, 2024.02.15
3. ↑  휴엠앤씨, 새 사명 '첫 발'…화장품·의약품 사업 도전, 메디컬타임즈, 2022-04-08
4. ↑  휴엠앤씨, 유일산업 '화장품부자재사업' 43억 양수 "경쟁력 강화", 코스인코리아닷컴, 2024.08.08